# Peniwen
Peniwen is een bestuurslaag in het regentschap Malang van de provincie Oost-Java, Indonesië. Peniwen telt 3260 inwoners (volkstelling 2010).